# الکس رولفینی
الکس رولفینی (انگلیسی: Alex Rolfini؛ زادهٔ ۱ سپتامبر ۱۹۹۶) بازیکن فوتبال است.